# Władysław Tryszczyło
Władysław Tryszczyło (ur. 28 listopada 1892 w Nowym Sączu, zm. 19 maja 1965 w Krakowie) – major artylerii Wojska Polskiego, legionista, zdegradowany oficer Sztabu Głównego LWP.

## Życiorys
Był synem Antoniego Franciszka, kolejarza, i Anny Z Boruchów. W 1911 r. ukończył Gimnazjum im. Jana Długosza w Nowym Sączu. 4 października 1911 r., dzięki zarobionym pieniądzom na korepetycjach, rozpoczął studia w Wiedniu, w c. i k. Hochschule für Bodenkultur na Wydziale Leśnictwa.
Studia te przerwał w 1914 roku wstępując do Legionów, gdyż wcześniej był członkiem i współtwórcą młodzieżowych organizacji niepodległościowych. W latach 1906–1911, jako gimnazjalista brał czynny udział w organizowaniu tajnych kółek niepodległościowych w I i II Gimnazjum w Nowym Sączu pod nazwą Filareci.
W latach 1911–1914 był duchowym przywódcą „Filaretów” wraz ze Stefanem Dulem. Razem również współtworzyli Koła Niepodległościowe Jastrzębie i Promieniści w Nowym Sączu, a następnie czynnie tworzyli Drużyny Strzeleckie. W czasie studiów w Wiedniu na ziemiańskiej akademii, wykładał historię Polski w organizacjach robotniczych polskiej kolonii: Siła i Naprzód, związał się także z PPS.
Wybuch I wojny światowej zastał go w Wiedniu, ukończył właśnie chlubnie trzeci rok studiów i na wieść o organizowaniu Legionów stawił się w Nowym Sączu jako jeden z pierwszych ochotników, wstąpił 24 sierpnia 1914 rok jako członek Drużyn Strzeleckich od 1912 roku.
Został przydzielony do 13 kompanii IV batalionu 2 pułku piechoty Legionów Polskich, a następnie przeniesiony do I dywizjonu 1 pułku artylerii, w którym mianowany został ogniomistrzem, a 1 grudnia 1917 r. – chorążym. W Polskim Korpusie Posiłkowym pełnił służbę do 16 lutego 1918 r.. W czasie tułaczki legionowej był współorganizatorem placówek rządowych Królestwa Polskiego: Ministerstwa Pracy i opieki Społecznej i Zdrowia publicznego w centrali, Lublinie i Sandomierzu. Współpracował z POW.
W roku 1918 mianowany podporucznikiem i porucznikiem, a od 1919 r. służył jako kapitan w 11 pułku artylerii polowej – do zawarcia pokoju z Rosją. Walczył na wojnie z bolszewikami.
20 stycznia 1922 r. przeniesiony został do rezerwy. Zweryfikowany w stopniu kapitana ze starszeństwem z dniem 1 czerwca 1919 roku i 439. lokatą w korpusie oficerów rezerwowych artylerii. W 1923 roku był oficerem rezerwy 15 pułku artylerii polowej w Bydgoszczy. W 1934 posiadał przydział w rezerwie do 30 pułku artylerii lekkiej w Brześciu nad Bugiem.
W okresie II RP uczestniczył we wszystkich zjazdach legionowych podtrzymując stare wojenne przyjaźnie i wykonując wiele społecznych funkcji jako współorganizator Związku Legionistów, Związku Podhalan – ognisko w Warszawie, gdzie mieszkał i pracował.
Uczestniczył także w organizowaniu i pracach Związku Ziem Górskich, Towarzystwie Przyjaciół Ziemi Bielskiej, Zrzeszeniu Inteligencji Ludowej i Przyjaciół Wsi, Związku Polskich Towarzystw Turystycznych i wielu innych.
Po wojnie Władysław Tryszczyło organizował pomoc dla sierot po legionistach poległych w walkach. Dzieciom organizowano kolonie letnie i wyjazdy na wczasy, tzw. choinki oraz inne uroczystości zawsze związane z pomocą materialną. Jako wiceprezes i prezes Zarządu Okręgu Legionistów Polskich w Warszawie w latach 1929–1933, inicjował i kierował budową Domu Legionowego dla weteranów walki o niepodległą Polskę. Gen. bryg. Tadeusz Malinowski wnioskując w 1938 r. o odznaczenie dla kpt. W. Tryszczyły tak go scharakteryzował: „Dzielny i zasłużony żołnierz, przyczynił się do odzyskania niepodległości. Jeszcze przed wojną pracuje w organizacjach niepodległościowych, których jest duchowym przywódcą i współorganizatorem. Po wojnie, prawie od zarania państwowości pracuje intensywnie i twórczo w kilku organizacjach dla dobra współobywateli i państwa. Pracuje z poświęceniem niestrudzenie na każdym odcinku, gdzie może być pomocny i przydatny. W zupełności zasługuje na odznaczenie go złotym Krzyżem Zasługi”.
W czasie okupacji niemieckiej nadal utrzymywał kontakt i wsparcie dla organizacji niepodległościowych poprzez płk. Stefana Dula. W sierpniu 1945 roku po uzyskaniu osobistego kontaktu z gen. Zygmuntem Berlingiem został mianowany szefem kwatermistrzostwa i przydzielony do sztabu 1 Armii Wojska Polskiego, jako szef Oddziału Administracyjno-Gospodarczego w stopniu majora od dnia 8 sierpnia 1944 roku. Rozkazem z dnia 1 XI 1944 r. mimo że nie miał kwalifikacji na oficera intendentury, a jedynie oficera liniowego w dodatku artylerzysty. (byli wszyscy trzej kolegami z tego samego gimnazjum oraz Legionów). Gen. Berling wkrótce pod pretekstem pogłębienia studiów wojskowych został odwołany z dowództwa i na jego miejsce przybył gen. Stanisław Popławski, mówiący jedynie po rosyjsku – kapitan zorientował się, że i jego dni kariery w LWP dobiegają końca. Przełożeni zaczęli czystkę wśród oficerów i pod rozmaitymi sfingowanymi zarzutami stawiali ich do dyspozycji szefostwa sztabu, a ono odsyłało ich do władz NKWD do Włoch pod Warszawą, co równało się wyrokowi śmierci.
Taki rozkaz wyjazdu nr 9/7-96 z 17 lutego, otrzymał mjr Władysław Tryszczyło po siedmiomiesięcznej służbie w 1 Dywizji w dniu 22 lutego później poprawionego na dzień 27 lutego 1945 r. celem zgłoszenia się do dyspozycji Oddziału Personalnego WP na zarządzenie szefa sztabu 1 Armii, gen. bryg. Wsiewołoda Strażewskiego.
Uprzedzony wcześniej, co oznacza taki rozkaz stawiennictwa major podjął decyzję o dezercji. Ucieczkę umożliwili mu podwładni koledzy piloci lądując z nim na samolocie Douglas w lasach podwarszawskich i pozostawiając go tam.
Ukrywał się w podziemiu do drugiej amnestii i 13 marca 1947 roku ujawnił się w jednostce Ministerstwa Bezpieczeństwa Publicznego. Został zdegradowany rozkazem personalnym Nr 870 Ministra Obrony Narodowej, marszałka Michała Rola-Żymierskiego z dnia 20 lipca 1947 roku. Odtąd był inwigilowany przez aparat bezpieczeństwa i zmuszony do ustawicznego meldowania się na PUBP w Gorlicach, pozbawiony środków do życia, zamieszkał w pobliskim miasteczku Biecz na Podkarpaciu.
Sześćdziesięcioletni Władysław Tryszczyło, w mieście swej żony odnalazł u schyłku prawdziwą pasję: umiłowanie i propagowanie historii miasta Biecza. To jego zabiegom od roku 1952, poprzez działalność polskiej inteligencji zrzeszonej w PTTK, jego wyjazdom i kontaktom z ludźmi oddanymi polskiej kulturze, powstało w 1953 r. w Bieczu Muzeum Regionalne PTTK. (Obecnie Muzeum Ziemi Bieckiej) W. Tryszczyło był jedynym uprawnionym przez PTTK – Zarząd Główny w Warszawie opiekunem społecznym nad zabytkami, działającym później na podstawie zarządzenia Ministra Kultury i Sztuki z dnia 20 grudnia 1954 r. w sprawie społecznych opiekunów nad zabytkami (Mon. Pol. z roku 1955 nr 18 poz. 189) oraz na podstawie & 7 regulaminu dla Opiekuna społecznego PTTK nad Zabytkami. Pod powyższą informacją znajduje się podpis przewodniczącego Komisji Opieki nad Zabytkami dr St. Herbsta.
Wiedza historyczna Władysława Tryszczyły ściągała do tego miasteczka rzesze zwiedzających, członków PTTK i młodzieży, które to wycieczki oprowadzał i wygłaszał do nich prelekcje. Była to działalność całkowicie społeczna. Ostatnie pięć lat życia wzbogacił o pracę wykładowcy i prelegenta TWP polecony przez prof. Włodzimierza Szewczuka, wędrował na piechotę po Beskidzie Niskim, Łemkowszczyźnie i jako leśnik rozpaczał nad rabunkową gospodarką w upaństwowionych lasach. Schorowany zmarł 19 maja 1965 r. w klinice w Krakowie, na miejsce pochówku został odprowadzony przez rodzinę, przyjaciół z PTTK, TWP oraz przyjaciela płk. Stefana Dula, który żegnał go słowami: „per aspera ad astra”. Spoczywa na cmentarzu wojskowym przy ul. Prandoty.

## Ordery i odznaczenia
- Krzyż Niepodległości – 5 sierpnia 1937 „za pracę w dziele odzyskania niepodległości”[10]
- Krzyż Kawalerski Orderu Odrodzenia Polski – 10 listopada 1938 „za zasługi na polu pracy społecznej”[11]
- Złoty Krzyż Zasługi